# Rana pustulosa
Rana pustulosa é uma espécie de anfíbio da família Ranidae.
É endémica do México.
Os seus habitats naturais são: florestas secas tropicais ou subtropicais , florestas subtropicais ou tropicais húmidas de baixa altitude, rios, jardins rurais e florestas secundárias altamente degradadas.